# Campionati del mondo di four-cross - Gara femminile
Il four-cross femminile è una delle due prove inserite nel programma dei campionati del mondo di four-cross.
Inizialmente inclusa nei campionati del mondo di mountain bike, si svolse all'interno di questa rassegna dall'edizione 2002 all'edizione 2012. Dal 2013 al 2015 e di nuovo dal 2017 la prova si svolge all'interno dei campionati del mondo di four-cross, mentre nel 2016 si è svolta insieme alle gare iridate di downhill e trial.

## Albo d'oro
Aggiornato all'edizione 2018.
| Anno | Vincitrice             | Seconda           | Terza             |
| ---- | ---------------------- | ----------------- | ----------------- |
| 2002 | Anne-Caroline Chausson | Katrina Miller    | Sabrina Jonnier   |
| 2003 | Anne-Caroline Chausson | Sabrina Jonnier   | Jill Kintner      |
| 2004 | Jana Horáková          | Jill Kintner      | Tara Llanes       |
| 2005 | Jill Kintner           | Katrina Miller    | Tara Llanes       |
| 2006 | Jill Kintner           | Anneke Beerten    | Anita Molcik      |
| 2007 | Jill Kintner           | Anneke Beerten    | Melissa Buhl      |
| 2008 | Melissa Buhl           | Jana Horáková     | Romana Labounková |
| 2009 | Caroline Buchanan      | Jill Kintner      | Melissa Buhl      |
| 2010 | Caroline Buchanan      | Jana Horáková     | Romana Labounková |
| 2011 | Anneke Beerten         | Fionn Griffiths   | Céline Gros       |
| 2012 | Anneke Beerten         | Romana Labounková | Céline Gros       |
| 2013 | Caroline Buchanan      | Katy Curd         | Céline Gros       |
| 2014 | Katy Curd              | Anneke Beerten    | Steffi Marth      |
| 2015 | Anneke Beerten         | Lucia Oetjen      | Steffi Marth      |
| 2016 | Caroline Buchanan      | Franziska Meyer   | Anneke Beerten    |
| 2017 | Caroline Buchanan      | Romana Labounková | Helene Fruhwirth  |
| 2018 | Romana Labounková      | Natasha Bradley   | Raphaela Richter  |

## Medagliere
| Pos.   | Nazione       | Oro | Argento | Bronzo | Totale |
| ------ | ------------- | --- | ------- | ------ | ------ |
| 1      | Australia     | 5   | 2       | 0      | 7      |
| 2      | Stati Uniti   | 4   | 2       | 5      | 11     |
| 3      | Paesi Bassi   | 3   | 3       | 1      | 7      |
| 4      | Rep. Ceca     | 2   | 4       | 2      | 8      |
| 5      | Francia       | 2   | 1       | 4      | 7      |
| 6      | Gran Bretagna | 1   | 3       | 0      | 4      |
| 7      | Germania      | 0   | 1       | 3      | 4      |
| 8      | Svizzera      | 0   | 1       | 0      | 1      |
| 9      | Austria       | 0   | 0       | 2      | 2      |
| Totale | Totale        | 17  | 17      | 17     | 51     |

| Pos. | Atleta                 | Oro | Argento | Bronzo | Totale |
| ---- | ---------------------- | --- | ------- | ------ | ------ |
| 1    | Caroline Buchanan      | 5   | 0       | 0      | 5      |
| 2    | Anneke Beerten         | 3   | 3       | 1      | 7      |
| 3    | Jill Kintner           | 3   | 2       | 1      | 6      |
| 4    | Anne-Caroline Chausson | 2   | 0       | 0      | 2      |
| 5    | Romana Labounková      | 1   | 2       | 2      | 5      |
| 6    | Jana Horáková          | 1   | 2       | 0      | 3      |
| 7    | Katy Curd              | 1   | 1       | 0      | 1      |
| 8    | Melissa Buhl           | 1   | 0       | 2      | 3      |
| 9    | Katrina Miller         | 0   | 2       | 0      | 2      |
| 10   | Sabrina Jonnier        | 0   | 1       | 1      | 2      |